# Кирюхин, Николай Николаевич
Никола́й Никола́евич Кирю́хин (род. 5 февраля 1928, Ленинград) — российский кларнетист и музыкальный педагог, артист симфонического оркестра Ленинградского академического театра оперы и балета имени С. М. Кирова, доцент Санкт-Петербургской консерватории.

## Биография
Николай Николаевич Кирюхин родился 5 февраля 1928 года в Ленинграде. В 1956 окончил Ленинградскую консерваторию по классу кларнета у профессора В. И. Генслера.
В 1950—1964 артист сценического оркестра, в 1964—1983 — симфонического оркестра Ленинградского Академического театра оперы и балета им. Кирова.
В 1960-х годах играл также в Заслуженном коллективе России Академическом симфоническом оркестре Ленинградской филармонии п/у Е.Мравинского.
В 1970 в составе оркестра Ленинградской филармонии (дир. Д. Далгат, Н. Рабинович) участвовал в записи музыки Д. Шостаковича к кинофильму режиссёра Г. Козинцева «Король Лир» (по трагедии Шекспира), где исполнил соло на кларнете-пикколо («Тема Шута»).
В 1976—1990 преподаватель Ленинградского института культуры. В 1963—1976 и в 1985—2007 преподаватель музыкального училища им. Римского-Корсакова, в 1990—2008 — музыкальной школы-десятилетки при консерватории. В 1992—2010 преподавал в Санкт-Петербургской консерватории (с 1998 старший преподаватель, с 2000 доцент).